# Megara (együttes)
A Megara egy spanyol együttes, melyet Kenzy Loevett, Vitti Crocutta, Tio Rober Bueno és Raphaela Tache alkotnak. Ők képviselték San Marinót a 2024-es Eurovíziós Dalfesztiválon Malmőben az 11:11 című dalukkal.

## Történet
A Megarát 2015-ben Madridban alapította Tio Rober Bueno, gitáros és Kenzy Loevett, énekes. Ugyanebben az évben adta ki a zenekar debütáló EP-jét, a Muérase quien pueda-t. 2016-ban megjelent a Siete, első stúdióalbumuk. A második stúdióalbum, az Aquí estamos todos locos 2018-as kiadása után a zenekar népszerűsége emelkedni kezdett, és 2019-ben debütáltak a Download Festivalon és a Resurrection Fest rendezvényen.
2023-ban az Arcadia című dallal részt vettek a Benidorm Festen, a 2023-as Eurovíziós Dalfesztivál spanyol előválogatóján. Az első elődöntőben 2023. január 31-én a negyedikek lettek, így bejutottak a döntőbe, ahol összesítésben a negyedik helyen végeztek. Ugyanebben az évben bejelentették, hogy ők lesznek a Babymetal zenekar Babymetal World Tour spanyol koncertjeinek előzenekara.
2024-ben a zenekar részt vett a San Marinó-i eurovíziós előválogatóban, az Una voce per San Marino-ban a 11:11 című dallal. A dalt eredetileg a 2024-es Benidorm Festen való részvételre szánták, de a spanyol közszolgálati média, az RTVE nem választotta be őket az elődöntős mezőnybe. A San Marinó-i versenyszabályoknak való megfelelés érdekében egy olasz nyelvű verzét is írtak a dalhoz. A második elődöntőben versenyeztek, ahonnan továbbjutottak a második esély fordulóba, onnan pedig a döntőbe. Az öttagú szakmai zsűri a verseny végén őket hirdette ki a győztesnek, így ők képviselhették az országot a 2024-es Eurovíziós Dalfesztiválon. A verseny május 9-én rendezett második elődöntőjében a tizennegyedik végeztek, így nem jutottak tovább a döntőbe.

## Diszkográfia

### Albumok
| Cím                      | Részletek                                                                                            |
| ------------------------ | --- |
| Siete                    | - Megjelenés: 2016. május 23. - Kiadó: On Fire Records / JBC Music - Formátum: Letöltés, streaming   |
| Aquí todos estamos locos | - Megjelenés: 2018. január 15. - Kiadó: On Fire Records / JBC Music - Formátum: Letöltés, streaming  |
| Truco o trato            | - Megjelenés: 2022. október 28. - Kiadó: On Fire Records / JBC Music - Formátum: Letöltés, streaming |

### EP-k
| Cím                         | Részletek                                                                                            |
| --------------------------- | --- |
| Muérase quien pueda         | - Megjelenés: 2015. július 1. - Kiadó: On Fire Records / JBC Music - Formátum: Letöltés, streaming   |
| Truco o trato (Capítulo I)  | - Megjelenés: 2021. március 1. - Kiadó: On Fire Records / JBC Music - Formátum: Letöltés, streaming  |
| Pink Side                   | - Megjelenés: 2021. március 29. - Kiadó: On Fire Records / JBC Music - Formátum: Letöltés, streaming |
| Truco o trato (Capítulo II) | - Megjelenés: 2022. május 13. - Kiadó: On Fire Records / JBC Music - Formátum: Letöltés, streaming   |

### Kislemezek
| Cím                   | Év   | Album vagy EP |
| --------------------- | ---- | ------------- |
| Truco o trato         | 2020 | Truco o trato |
| Ni contigo ni sin ti  | 2021 | Truco o trato |
| Medusa                | 2022 | Truco o trato |
| Estanque de tormentas | 2022 | Truco o trato |
| Hocus Pocus           | 2022 | Truco o trato |
| Arcadia               | 2022 | Truco o trato |
| 11:11                 | 2024 |               |

## Fordítás
- Ez a szócikk részben vagy egészben  a   Megara (Band) című német Wikipédia-szócikk fordításán alapul.  Az eredeti cikk szerkesztőit annak laptörténete sorolja fel. Ez a jelzés csupán a megfogalmazás eredetét és a szerzői jogokat jelzi, nem szolgál a cikkben szereplő információk forrásmegjelöléseként.